# Лісний сільський округ (Аккайинський район)
Лісни́й сільський округ (каз. Лесной ауылдық округі, рос. Лесной сельский округ) — адміністративна одиниця у складі Аккайинського району Північноказахстанської області Казахстану. Адміністративний центр — село Ленінське.
Населення — 1260 осіб (2021; 1512 у 2009, 2166 у 1999, 2706 у 1989).
Станом на 1989 рік існувала Ленінська сільська рада (села Дайиндик, Кизилжулдиз, Ленінське). Село Кизилжулдиз було ліквідоване 2010 року.

## Склад
До складу округу входять такі населені пункти:
| Населений пункт   | Старі назви | Населення, осіб (1989) | Населення, осіб (1999) | Населення, осіб (2009) | Населення, осіб (2021) |
| ----------------- | ----------- | ---------------------- | ---------------------- | ---------------------- | ---------------------- |
| Дайиндик, село    | Олпагар     | 289                    | 248                    | 182                    | 177                    |
| Кизилжулдиз, село | -           | 333                    | 216                    | 6                      | -                      |
| Ленінське, село   | -           | 2084                   | 1702                   | 1324                   | 1083                   |